# Oliver Geilhardt
Oliver Geilhardt (* 8. November 1978 in Hamburg-Harburg) ist ein deutscher Schauspieler, Regisseur, Sprecher und Autor.

## Leben
Geilhardt wuchs im Hamburger Stadtteil Lurup auf. Nach dem Abitur und Zivildienst absolvierte er in den Jahren 2000 bis 2003 eine Schauspielausbildung an der Schule für Schauspiel Hamburg. Es folgten Engagements an zahlreichen Theatern in  Deutschland, darunter die Komödie im Bayerischen Hof in München, das St. Pauli Theater in Hamburg und die Bad Hersfelder Festspiele. Er arbeitete als Sprecher für Hörspielproduktionen wie Drei Fragezeichen oder TKKG und synchronisierte verschiedene Computerspiele. Von 2011 bis 2015 lebte er in Berlin-Neukölln. Seit 2012 führt er regelmäßig Regie. Bislang (Stand 2020) sind über zwanzig Inszenierungen unter seiner Leitung entstanden. Mit der Theaterfassung von SMS für Dich, nach dem Roman von Sofie Cramer ist im Rowohlt Theaterverlag sein erstes Theaterstück als Autor erschienen. Geilhardt lebt in Hamburg und Bremen.

## Theater (Auswahl)
- 2003: Troilus und Cressida als Pandarus, Lichthof Theater Hamburg
- 2003: Jim Knopf und Lukas der Lokomotivführer als Herr Ärmel und Kaiser von Mandala Imperial Theater Hamburg
- 2004: Piu non moro als Robert Taylor, Weltbühne Hamburg
- 2004/2006/2008: Die Feuerzangenbowle als Rudi Knebel, Komödie Düsseldorf, Comödie Fürth, Landesbühne Neuwied, Altonaer Theater Hamburg
- 2005: Focus – Werbung auf der Bühne als Daniel, Kammerspiele Hamburg
- 2005: Die Möwe als Kostja, Deutsches Schauspielhaus Hamburg / Malerssal
- 2006: Die Bremer Stadtmusikanten als Räuber Puff, Bad Hersfelder Festspiele
- 2006: Die Dreigroschenoper als Filch, Bad Hersfelder Festspiele
- 2008/2010: Ladies Night als Norman, Neues Theater Hannover
- 2009/2010: Mein Freund Wickie als Faxe, Fliegende Bauten Hamburg
- 2011: Keinohrhasen als Moritz, Bello, Chefredakteur, Justus u. a., Neues Theater Hannover / Komödie am Altstadtmarkt Braunschweig / Tournee
- 2012/2013/2016/2018: Landeier - Bauern suchen Frauen als Jens Jansen, Komödie am Altstadtmarkt Braunschweig, Neues Theater Hannover, Comödie Dresden, Komödie Düsseldorf, Komödie im Bayerischen Hof
- 2014/2015/2016/2018: Rubbeldiekatz als Jürgen, John, Thomas und KD, Comödie Dresden, Komödie Düsseldorf, Theater im Rathaus Essen, Landgraf Tournee
- 2014: Trennung für Feiglinge als Paul, Neues Theater Hannover
- 2019: Landeier 2: jetzt gehts zum Scheunenfest als Jens Jansen, Theaterschiff Lübeck[3]

## Film (Auswahl)

### Spielfilme
- 2001: Quarantäne – Der Arbeiter, Regie: Damian Schipporeit
- 2007: Taiketsu Future Babylon, Nebenrolle Barkeeper, Regie: Sven Knüppel, Gula Mons Filmsynikat
- 2012: Eine verhängnisvolle Nacht, Nebenrolle Hauptkommissar Elvers, Regie: Miguel Alexandre, Produktion: Network Movie[4]
- 2013: Die andere Seite des Ego, Nebenrolle, Regie: Matthias Staehle
- 2014: Tod eines Mädchens, Nebenrolle, Regie: Thomas Berger, Produktion: Network Movie
- 2016: Unter anderen Umständen, Nebenrolle, Regie: Judith Kennel, Produktion: Network Movie

### Serien
- 2005: Adelheid und Ihre Mörder, Regie: Stefan Bartmann, Produktion: ndF
- 2007: Zack! Comedy nach Maß, Staffel 4, div. Rollen, Produktion: Biller&Vass / Sat.1
- 2008: Da kommt Kalle, Nebenrolle Hinnerk Sörensen, Regie: Daniel Helfer, Produktion: Network Movie
- 2015: Notruf Hafenkante, Nebenrolle, Regie: Rolf Wellingerhof, Produktion: Letterbox Filmproduktion

### Musikvideos
- 2014: Aufbau West „Zweitbester“, Hauptrolle, Regie: Tristan Ladwein

## Sprecher (Auswahl)
Geilhardt arbeitet als Sprecher für Werbung, Hörbücher und Computerspiele sowie Anime-Filme.

### Hörspiele
- 2010: TKKG (Folge 173) und die Skelettbande als Pollecker, Sony Music Entertainment Germany GmbH[5]
- 2010: Die drei ??? (Folge 142) Tödliches Eis als Wellford, Sony Music Entertainment Germany GmbH[6]
- 2010: Die drei ??? (Folge 143) Die Poker Hölle als Benni, Sony Music Entertainment Germany GmbH
- 2010: Die drei ??? (Folge 146) Biss der Bestie als Tiger, Sony Music Entertainment Germany GmbH

### Computerspiele
- 2009: The Whispered World – Bando, Pc Adventure[7]
- 2010: Wallace & Gromit’s Grand Adventures als Duncan und Mc Biscuit, Pc, Xbox, Wii Adventure
- 2012: Star Wars: The Old Republic als Offizier,Online MMO Computerspiel
- 2016: Mafia III, diverse Stimmen, Computerspiel
- 2017: The Surge als diverse Stimmen
- 2017: Mafia III (DLC AddOn) als Sniper
- 2017: Mass Effect: Andromeda als diverse Stimmen
- 2017: South Park: Die rektakuläre Zerreißprobe als diverse Stimmen
- 2019: Iron Harvest als diverse Stimmen, Polanier, Rusviets

### Synchronstimme Anime
- 2018: Godzilla: Stadt am Rande der Schlacht als  Endurphe und Marco Jione
- 2018: Godzilla: Planet der Monster als Endurphe und Marco Jione
- 2019: Godzilla: Der Planetenfresser als Endurphe[8]

## Regie (Auswahl)
- 2012: Meister Eder und sein Pumuckl, Komödie am Altstadtmarkt Braunschweig
- 2015: Die toten Augen von London, Neues Theater Hannover (2018 Wiederaufnahme in der Komödie am Altstadtmarkt Braunschweig)[9]
- 2016: Schlussmacher frei Haus, Neues Theater Hannover
- 2019: Dreibettzimmer, Theaterschiff Bremen[10]
- 2019: Schwiegeralarm – Urlaub mit den Schwiegereltern, Packhaustheater Bremen[11]
- 2020: Nackte Tatsachen, Packhaustheater Bremen
- 2021: Fischer sucht Frau, Komödie Bremen
- 2022: Extrawurst, Komödie Bremen
- 2022: Und immer, immer wieder …, Spiegelzelttheater Bremen

## Auszeichnungen
- 2007 Kleiner Hersfeldpreis bei den Bad Hersfelder Festspielen mit dem Stück Faust 2

## Trivia
Im Jahr 2014 trat Geilhardt in der RTL-Sendung Wer wird Millionär? als Kandidat auf. Er erzielte einen Gewinn von 32000 Euro.